# Argis alaskensis
Argis alaskensis is een garnalensoort uit de familie van de Crangonidae. De wetenschappelijke naam van de soort is voor het eerst geldig gepubliceerd in 1883 door Kingsley.